# 18783 Січемберлін
18783 Січемберлін (18783 Sychamberlin) — астероїд головного поясу, відкритий 10 травня 1999 року.
Тіссеранів параметр щодо Юпітера — 3,398.